# 二言語辞典

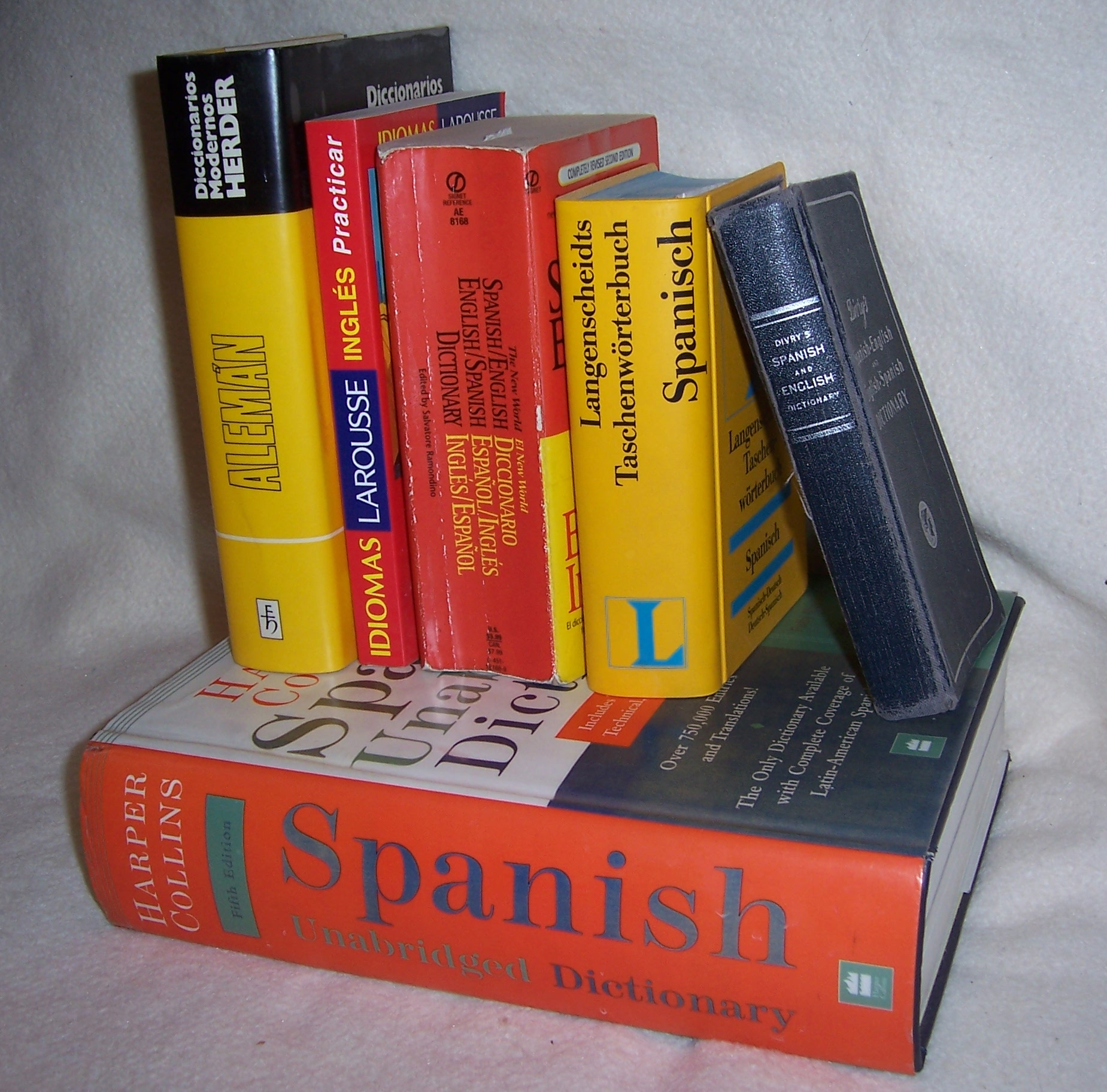
様々な二言語辞書.

二言語辞典（にげんごじてん）とは1つの言語から別の言語へ単語や句を翻訳した辞書をさす。日本で広く使用されている英和辞典、和英辞典などは、これに該当する。二言語辞典は単語間の翻訳が直接的でない場合や、1つの単語が2つ以上の単語に翻訳される場合が発生する。二言語辞典は通常2つの項で構成され、それぞれ各言語の伝統的な音節文字順で単語や句の翻訳が記載される。英和辞典の場合はアルファベット順に英語の単語、句が列挙され、和英辞典の場合は五十音順に日本語の単語、句が列挙される。翻訳に加え、品詞、性 (文法)、活用、曲用、学習者向けの文法的解説が通常記載される。一言語辞典は語や句の定義を記述し、翻訳を記述しない点が二言語辞典とは異なる。

## 歴史
ローマ皇帝クラウディウス(10 BCE – 54 CE)がエトルリア語-ラテン語の二言語辞典の編集で知られている。

## 媒体

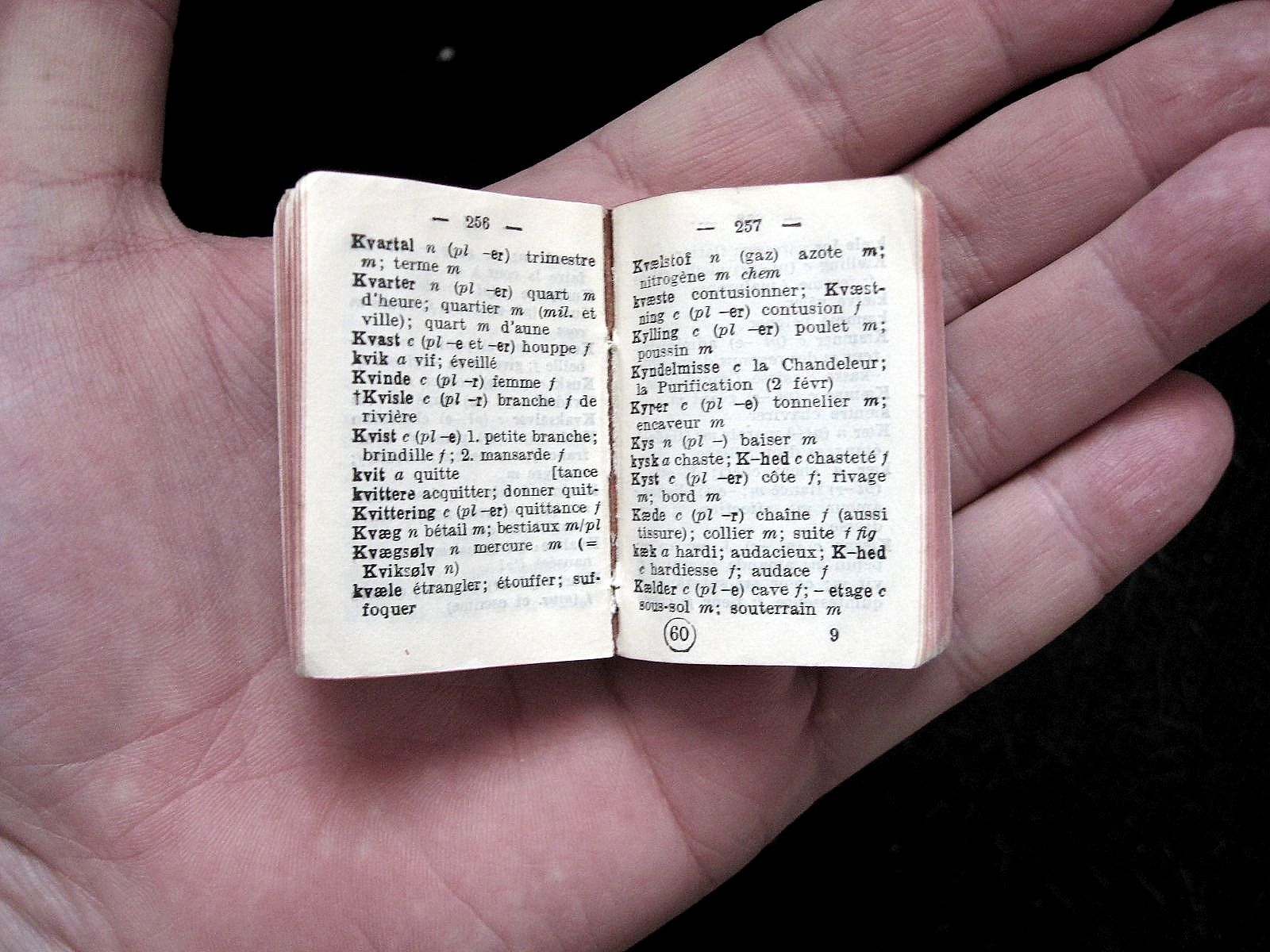
縮小版独仏二言語辞典

二言語辞典は様々な媒体があり、文法、語法、用例などを含む場合がある。
- 紙媒体 – 紙媒体の二言語辞典は手のひらの大きさの小型版、大型版、複数版に分かれるものなどがある。
- 携帯型電子辞書 (参照: 電子辞書 ) – 携帯型電子辞書は入力デバイスとしてとしては、小型のキーボード、音声認識、光学文字認識機能など、出力デバイスとして液晶ディスプレイ、音声出力などを搭載したものがある。
- Webサイト - Webサイトがサービスとして提供しており、無料で最新の言葉に対応したものもある[1]。